# Gianluca Maglia
Gianluca Maglia, né le 12 décembre 1988 à Catane en Italie, est un nageur italien spécialisé dans la nage libre.

## Palmarès

### Championnats d'Europe

#### Grand bassin
- Championnats d'Europe 2012 à Budapest ( Hongrie) :
  -  Médaille d'argent au titre du relais 4 × 200 mètres nage libre.
  -  Médaille d'argent au titre du relais 4 × 100 mètres nage libre (participation aux séries).